# Lou Albano
Louis Vincent Albano (Rome, 29 juli 1933 - Carmel (New York), 14 oktober 2009), beter bekend als "Captain" Lou Albano, was een Italiaans-Amerikaans professioneel worstelaar, manager en acteur.
Albano overleed op 14 oktober 2009 op 76-jarige leeftijd.

## In worstelen
Worstelaars waarvan Albano de manager was:
- Don Muraco
- Professor Toru Tanaka
- Nikolai Volkoff
- George 'The Animal' Steele
- Ivan Koloff
- Bobby Duncum Sr.
- André the Giant
- B. Brian Blair
- Greg Valentine
- The Iron Sheik
- Larry Hennig
- "Superfly" Jimmy Snuka
- "Crazy" Luke Graham
- Tarzan Tyler
- King Curtis Iaukea
- Blackjack Mulligan
- Baron Mikel Scicluna
- Pat Patterson
- Ray "The Crippler" Stevens (met Freddie Blassie)
- Dick Murdoch
- Adrian Adonis
- Ken Patera
- The Fabulous Moolah
- Hulk Hogan

## Erelijst
- Cauliflower Alley Club
  - Other honoree (1995)
- Pro Wrestling Illustrated
  - PWI Manager of the Year (1974, 1981, 1986)
  - PWI Stanley Weston Award (1994)
- Professional Wrestling Hall of Fame and Museum
  - Class of 2009
- World Wide Wrestling Federation / World Wrestling Federation
  - WWWF United States Tag Team Championship (1 keer met Tony Altimore)
  - WWE Hall of Fame (Class of 1996)